# Daniel Gordon
Daniel Gordon (Dortmund, 16 gennaio 1985) è un ex calciatore giamaicano, di ruolo difensore.

## Palmarès

### Club

#### Competizioni nazionali
- 3. Liga: 1

Karlsruhe: 2012-2013